# Termékfelelősség
A termékfelelősséggel kapcsolatos alapvető rendelkezéseket Magyarországon a polgári törvénykönyv (2013. évi V. törvény) LXXII. Fejezete tartalmazza.

## Felelősség a termékkárért
A termékkárért a hibás termék gyártója felelősséggel tartozik.

## A termék fogalma a felelősség szempontjából
Termék minden ingó dolog, akkor is, ha utóbb más dolog alkotórészévé vált.

## A termékkár
Termékkárnak minősül
a) valakinek a hibás termék által okozott halála, testi sérülése vagy egészségkárosodása miatt bekövetkezett kár; és
b) a hibás termék által más dolgokban okozott, a kár bekövetkeztekor ötszáz eurónak a Magyar Nemzeti Bank hivatalos devizaárfolyama szerinti forintösszegénél nagyobb összegű kár, ha a károsodott dolog szokásos rendeltetése szerint magánhasználat vagy magánfogyasztás tárgya, és azt a károsult is rendszerint ilyen célra használta.

## A gyártó
E fejezet alkalmazásában gyártó a végtermék, a résztermék, az alapanyag előállítója, valamint aki a terméken elhelyezett nevével, védjegyével vagy egyéb megkülönböztető jelzés alkalmazásával önmagát a termék gyártójaként tünteti fel.
Importtermék esetén a terméket gazdasági tevékenysége keretében az Európai Gazdasági Térség területére behozó személyt is gyártónak kell tekinteni. Ez a szabály nem érinti az importálónak a gyártóval szemben érvényesíthető visszkereseti igényét.
Ha a termék gyártója nem állapítható meg, a termék minden forgalmazóját gyártónak kell tekinteni mindaddig, amíg a forgalmazó a gyártót vagy azt a forgalmazót, akitől a terméket beszerezte, a károsultnak meg nem nevezi. Ezt a szabályt importtermék esetén akkor is megfelelően alkalmazni kell, ha a termék gyártója feltüntetésre került, de az importálója nem állapítható meg.
A forgalmazó ezt a nyilatkozatát a károsult írásbeli felhívásától számított 30 napon belül teheti meg.

## A termék hibája
A termék akkor hibás, ha nem nyújtja azt a biztonságot, amely általában elvárható, figyelemmel különösen a termék rendeltetésére, észszerűen várható használatára, a termékkel kapcsolatos tájékoztatásra, a termék forgalomba hozatalának időpontjára, a tudomány és a technika állására.
A terméket nem teszi hibássá önmagában az a tény, hogy később nagyobb biztonságot nyújtó termék kerül a forgalomba.
A termék hibáját a károsultnak kell bizonyítania.

## Mentesülés a felelősség alól
A gyártó akkor mentesül a felelősség alól, ha bizonyítja, hogy
a) a terméket nem hozta forgalomba;
b) terméket nem üzletszerű forgalmazás céljából állította elő, illetve azt nem üzletszerű gazdasági tevékenység körében gyártotta vagy forgalmazta;
c) a termék az általa történő forgalomba hozatal időpontjában hibátlan volt, és a hiba oka később keletkezett;
d) a termék általa történő forgalomba hozatala időpontjában a hiba a tudomány és a technika állása szerint nem volt felismerhető; vagy
e) a termék hibáját jogszabály vagy kötelező hatósági előírás alkalmazása okozta.
Az alapanyag vagy a résztermék gyártója mentesül a felelősség alól, ha bizonyítja, hogy
a) a hibát a végtermék szerkezete, illetve összetétele okozta; vagy
b) a hiba a végterméket gyártó utasításának a következménye.
A gyógyszer előírás szerinti alkalmazásával okozott kár esetén a gyártó az (1) bekezdés d) pontjában foglaltakra hivatkozással nem mentesülhet a felelősség alól.

## Harmadik személy közrehatása
A gyártó nem mentesül a felelősség alól arra hivatkozással, hogy a kár bekövetkeztében harmadik személy magatartása is közrehatott. Ez a szabály nem érinti a gyártónak a harmadik személlyel szemben érvényesíthető igényét.

## A felelősség korlátozása és kizárása
A károsulttal szemben a gyártó felelősségének korlátozása vagy kizárása semmis.

## Igényérvényesítési határidő
A károsult kártérítési igényét 3 éves határidő alatt érvényesítheti.
Az elévülés akkor kezdődik, amikor a károsult tudomást szerzett vagy tudomást szerezhetett volna a kárról, a termék hibájáról és a gyártó személyéről.
A gyártót az e fejezetben meghatározott felelőssége az adott termék általa történő forgalomba hozatalától számított tíz évig terheli. E határidő elmulasztása jogvesztéssel jár.

## Vegyes rendelkezések
E fejezet rendelkezéseinek alkalmazása során különös méltánylást érdemlő körülmények fennállása esetén sincs mód a kártérítés mértékének a teljes kárnál alacsonyabb összegben történő meghatározására.
E fejezet rendelkezései nem alkalmazhatóak az atomenergiáról szóló törvényben meghatározott károkra, továbbá az olyan nukleáris balesetek által okozott károkra, amelyeket a Magyarország által ratifikált nemzetközi egyezmények rendeznek.